# ナショナル・バスケットボール・カンファレンス
ナショナル・バスケットボール・カンファレンス（National Basketball Conference）は、フィリピンで行われていたバスケットボールリーグである。略称NBC。

## 概略
1998年から2002年まで行われていたメトロポリタンバスケットボール協会（MBA）に代わる新リーグとして2004年に発足された。基本はMBAと同じである。
BAP-SBP（当初はフィリピンバスケット協会（BAP））がリーグの統括に当たっている。そのため現在アジア選手権に参加するフィリピン代表はNBCの若手が中心となっている。
企業が主体となっているフィリピンプロバスケットボールリーグ（PBA）とは対照的に、NBCは地域密着を掲げており、球団もまた地域名を冠している。
2008年を以てミンダナオ・ヴィサヤ・バスケットボール・アソシエーション（MVBA）と合併し、リーガ・フィリピナスとした。

## 所属球団
- Ozamiz Cotta
- Tagaytay Springs
- Pagadian Explorers
- Valencia-Golden Harvest
- Toyota-Iloilo Warriors
- Davao Montaña Pawnshop Jewels
- Quezon-Villa Anita
- Iligan Crusaders
- GenSan MP Pacman Warriors

## 歴代優勝チーム
- 2004年 Tribu Sugbu
- 2005年 Ozamiz Cotta
- 2006年
  - First Conference: Ozamiz Cotta
  - Second Conference: Ozamiz Cotta
- 2007年 Iligan Crusaders